# 네드레에이케르

네드레에이케르의 위치

네드레에이케르(노르웨이어: Nedre Eiker)는 노르웨이 부스케루주의 도시이자 지방 자치체로 행정 중심지는 미엔달렌이며 면적은 122km2, 인구는 21,377명(2004년 기준), 인구 밀도는 187명/km2이다.

시 문장

## 자매 도시
- 스웨덴 엔셰핑 시